# Henrik Zipsane
Henrik Zipsane, född 1956 i Köpenhamn, är en dansk historiker och pedagog.
Zipsane disputerade år 1996 vid Danmarks Pædagogiske Universitet på avhandlingen Stationsbyborgeren - en skabelsesberetning. Farum 1900-1920. Han var chef vid Farums arkiver och museer 1987-2001. 
Av andra publikationer kan nämnas: Billige og villige. Fremmedarbejdere i fædrelandet ca. 1800-1970 samt Af indvandringens historie i Danmark. (2000), och han har varit särskilt inriktad på invandrarhistoria i Danmark, speciellt den judiska.
Zipsane var landsantikvarie i Jämtlands län och museichef for Jamtli mellan 2002 och 2019. och år 2002 utsågs han till ordförande i FRI – organisationen för Sveriges friluftsmuseer. År 2006 blev han Pascal Associate med kulturarvens roll för regional utveckling som specialområde.